# Tork: Prehistoric Punk
Pour les articles homonymes, voir Tork.
 (février 2014).
Si vous disposez d'ouvrages ou d'articles de référence ou si vous connaissez des sites web de qualité traitant du thème abordé ici, merci de compléter l'article en donnant les références utiles à sa vérifiabilité et en les liant à la section « Notes et références ».
Tork: Prehistoric Punk ou Tork: Punk préhistorique au Canada est un jeu de plateforme action/aventure sorti le 11 janvier 2005 aux États-Unis uniquement. Il a été développé par la société Montpelliéraine Tiwak SAS pour Microsoft Studios, et publié par Ubisoft après le rachat du studio Tiwak.

## Univers

### Histoire
Tork est un petit garçon de l'ère préhistorique dont le village a été ravagé et détruit, Son père, chef et défenseur du village a été capturé. Pour le délivrer, notre petit bonhomme ira chercher l'aide du shaman Yok qui lui apprendra à se servir des mystérieux et incroyable pouvoirs de sa famille.
Yok enverra Tork voyager à travers le temps afin d'aller délivrer son père et se venger du mystérieux responsable qui se cache derrière tout ça.

### Personnages
L'univers de Tork comprend de nouveaux personnages que l'on croise le long de l'aventure, qui se déroule a divers période temporel et époque (préhistorique, Moyen Âge, Industriel).

#### Amis
- Tork : Héros de l'aventure, il utilise des Bollas comme arme pour se défendre, il peut se transformer en Yeti, Tatou et écureuil volant.
- Yok : Shaman du village, il apprendra à Tork à révéler ses pouvoirs et l'aidera dans sa quête en l'envoyant dans divers époque pour sauver son père.

#### Ennemis
- Orgus : Méchant et mystérieux personnage à l'origine de cette mésaventure.

## Accueil
Tork: Prehistoric Punk n'est sorti qu'aux États-Unis a un tarif réduit (20 $ ht) et une distribution minimum. Le jeu s'est vendu à moins de 10 000 exemplaires le premier mois. Sa réception critique a été plutôt moyenne, avec une note moyenne de 62/100 sur Metacritic.